# Jordal

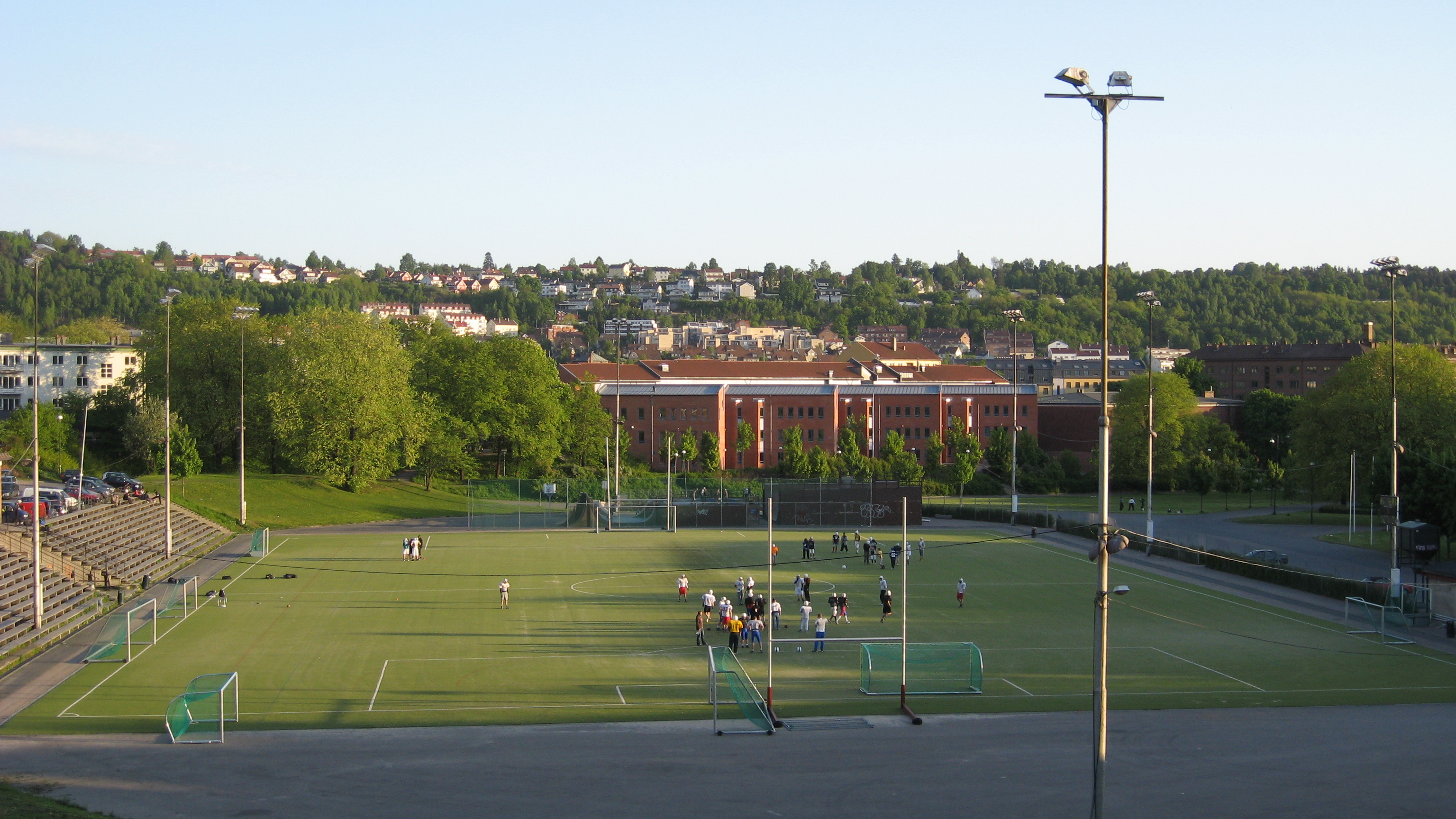
Jordal Idrettspark, spelplan för amerikansk fotboll och fotboll.

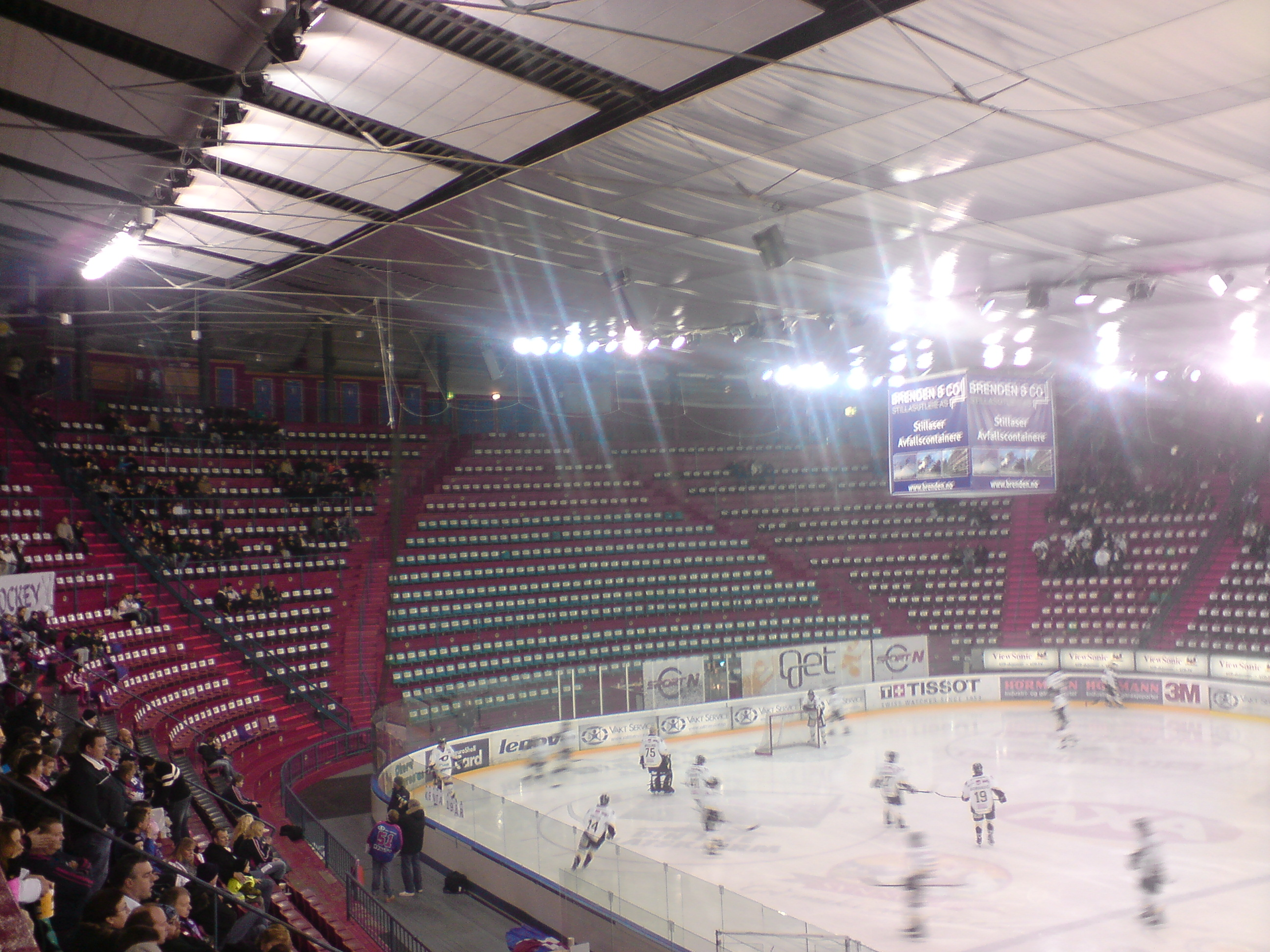
Inuti Jordal Amfi.

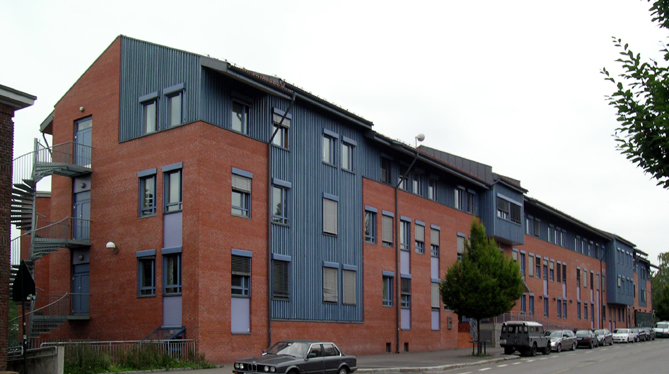
Jordals skola, vilken trots namnet är belägen vid Vålerenga.

Jordal är ett område i Gamle Oslo i Oslo, Norge.
Det är en liten dal belägen mellan Kampen och Vålerenga, och Jordals gård hörde ursprungligen till Nedre Valle. Området tillhörde Aker fram till 1878, då det införlivades i Kristiania (sedan 1925 Oslo). Platsen blev känd för tegelbruket Jordal Teglverk, på vars plats ishallen Jordal Amfi senare byggdes. Området kan nås via Ensjø station för den som reser med Oslos tunnelbana.

### Fotnoter
1. ↑  ”Jordal” (på norska). Store norske leksikon. Oslo: Kunnskapsforlaget. http://www.snl.no/Jordal. Läst 3 juni 2011.